# Arge ochropus
Arge ochropus é uma espécie de insetos himenópteros, mais especificamente de moscas-serra pertencente à família Argidae.
A autoridade científica da espécie é Gmelin, tendo sido descrita no ano de 1790.
Trata-se de uma espécie presente no território português.